# Grand Prix Pino Cerami 2003
Il Grand Prix Pino Cerami 2003, trentottesima edizione della corsa, si svolse il 10 aprile su un percorso di 186 km. Fu vinto dall'olandese Bart Voskamp della Bankgiroloterij Cycling Team davanti agli italiani Stefano Casagranda e Gabriele Balducci.

## Ordine d'arrivo (Top 10)
| Pos. | Corridore           | Squadra         | Tempo    |
| ---- | ------------------- | --------------- | -------- |
| 1    | Bart Voskamp        | Bankgiroloterij | 4h26'21" |
| 2    | Stefano Casagranda  | Alessio         | a 3'34"  |
| 3    | Gabriele Balducci   | Vini Caldirola  | a 3'44"  |
| 4    | Cédric Vasseur      | Cofidis         | s.t.     |
| 5    | Erik Zabel          | Team Telekom    | s.t.     |
| 6    | Gerben Löwik        | Bankgiroloterij | s.t.     |
| 7    | Ludovic Capelle     | Landbouwkrediet | s.t.     |
| 8    | Juan Antonio Flecha | iBanesto.com    | s.t.     |
| 9    | Rolf Aldag          | Team Telekom    | s.t.     |
| 10   | Frank Høj           | Team Fakta      | s.t.     |